# ياكوفليف ياك-38
ياكوفليف ياك-38 (روسية:Яковлева Як-38) (لقب الناتو: «فروجر» Froger) هي طائرة حربية نفاثة تقلع وتهبط عموديا من تصميم مكتب ياكوفليف في الاتحاد السوفييتي. صممت الطائرة لتقلع من على متن حاملات الطائرات. الياك-38 هي الطائرة الوحيدة التي تقلع وتهبط عموديا التي أنتجت بأعداد كبيرة ودخلت الخدمة فعلا في القوات الجوية للبحرية السوفيتية.

## التطوير والتصميم
واجهت الطائرة صعوبات عدة لتستطيع الطيران بسرعات فوق صوتية لذا فقد اتخذ قرار في البداية أن يتم تطوير طائرة بسيطة تحلق حتى سرعة ماخ 0.95. ومع أن كلا من الياك-38 والياك-38 M قد طورا من الطائرة ياك-36 إلا أن الطائرتين لم يكن بينهما شيئا مشتركا تقريبا.
انتهى تصنيع النموذج الأولي في 14 إبريل 1970. ومع انها ظاهريا كانت شبيهة بالمقاتلة البريطانية هارير جمب جيت الا انها اتبعت نظاما ميكانيكيا مختلفا تماما. حيث كان للياك-38 محركا يستطيع توجيه الدفع في الخلف (يستخدم للطيران) وأيضا كان لها محركين أصغر في المقدمة يستخدمان للإقلاع والهبوط فقط. أما الهاريير فتستخدم محركا واحدا فقط يوجه الدفع من خلال أربع فوهات.
كان للياك-38 تصميما مشابها لأحدى الطائرات الألمانية التي تقلع وتهبط عموديا والتي طورت عام 1961. طارت الياك-38 لأول مرة (إقلاع وهبوط عادي) في 15 يناير 1970 وحلقت في أقلاع عمودي لأول مرة في 25 مايو 1971.
أختبرت الطائرة أول مرة من على متن حاملة الطائرات السوفييتية كييف في عام 1975.
أنتجت 231 وحدة من الياك-38 من بينهم 38 بمقعدين للتدريب (ياك-38 U). دخلت كل هذه الطائرات الخدمة على متن 4 حاملات طائرات طراز كييف.
إحدى مميزات وخصائص الياك-38 هي قابليتها للهبوط على سطح حاملة الطائرات دول الحاجة لتدخل الطيار، فقد كانت الطائرة تقوم بالتواصل بكمبيوتر حاملة الطائرات لتوجه الطائرة نحو ظهر السفينة دون تدخل من الطيار.